# Bulbophyllum crassipetalum
Bulbophyllum crassipetalum är en orkidéart som beskrevs av Joseph Marie Henry Alfred Perrier de la Bâthie. Bulbophyllum crassipetalum ingår i släktet Bulbophyllum och familjen orkidéer. Inga underarter finns listade i Catalogue of Life.